# Grupo Gay da Bahia
Il Grupo Gay da Bahia (conosciuto anche come GGB) è una delle principali organizzazioni per la difesa dei diritti degli omosessuali in Brasile. Fondato nel 1980, con sede a Salvador, Stato di Bahia, nel centro storico cittadino, conosciuto come Pelourinho. L'organizzazione è membro dell'International Lesbian and Gay Association (ILGA) ed è affiliata all'International Gay and Lesbian Human Rights Commission (IGLHRC)
Il suo attuale presidente è l'attivista e politico Marcelo Cerqueira. L'organizzazione ha come uno dei suoi fondatori il militante gay e professore Luiz Mott, docente del Dipartimento di Antropologia della Università Federale di Bahia.

## Obiettivi
Il Grupo Gay da Bahia ha tra i suoi principali obiettivi:
1. La lotta contro l'omofobia e la transfobia, condanna ogni forma di discriminazione nei confronti dei gay, lesbiche, travestiti e transessuali, ecc.
2. La diffusione dell'informazione in materia di omosessualità, la prevenzione della diffusione del virus dell'HIV e dell'AIDS presso la comunità GLBT.
3. La difesa dei diritti degli omosessuali, transessuali e travestiti, per il riconoscimento e rispetto della loro cittadinanza, nel rispetto del diritto all'uguaglianza fra cittadini espresso nella Costituzione brasiliana.

## Pubblicazioni
Il Grupo Gay da Bahia è sede di un importante centro di documentazione, disponendo in particolare del principale archivio sugli omicidi di persone omosessuali e transessuali avvenuti in Brasile tra il 1980 ed il 1998.
Il Gruppo ha redatto nel 1987 il primo libro sul lesbismo in Brasile, indicato come uno dei migliori studi sul lesbismo in America Latina, e, dieci anni dopo, un rapporto sulle violazioni dei diritti umani di gay, lesbiche e transessuali in Brasile, con il contributo dell'International Gay and Lesbian Human Rights Commission.